# Harry Gregg
 (décembre 2013).
Si vous disposez d'ouvrages ou d'articles de référence ou si vous connaissez des sites web de qualité traitant du thème abordé ici, merci de compléter l'article en donnant les références utiles à sa vérifiabilité et en les liant à la section « Notes et références ».
Pour les articles homonymes, voir Gregg.
Henry Gregg dit Harry Gregg, né le 27 octobre 1932 à Tobermore (Irlande du Nord) et mort le 16 février 2020 à Coleraine (Irlande du Nord), est un footballeur nord-irlandais qui évoluait au poste de gardien de but à Manchester United et en équipe d'Irlande du Nord.
Harry Gregg a vingt-cinq sélections avec l'équipe d'Irlande du Nord entre 1954 et 1964.

## Biographie
Harry Gregg commence sa carrière avec Windsor Park Swifts F.C., l'équipe réserve de Linfield, avant de signer dans le club local de Coleraine. À l'âge de 18 ans en 1952, il traverse la mer d'Irlande pour rejoindre Doncaster Rovers où il reste cinq années puis il signe à Manchester United en décembre 1957 devenant le gardien le plus cher au monde pour 23 500 livres sterling.
Dès 1954, il est sélectionné dans la sélection de l'Irlande du Nord et prend part à la coupe du monde 1958 où il reçoit le titre honorifique de meilleur gardien du tournoi.
Il est ensuite surnommé « le Héros de Munich » en raison de sa présence et sauvetage lors du crash aérien qui décime l'équipe de Manchester, il y extirpe de nombreux coéquipiers dont Bobby Charlton, Jackie Blanchflower et Dennis Viollet, ainsi que Vera Lukic, femme enceinte d'un diplomate yougoslave, leur fille Vesna et enfin Matt Busby l'entraîneur de l'équipe.
Il est souvent considéré comme l'un des meilleurs gardiens de l'histoire du club de Manchester qui coïncida à l'orée de l'une des périodes fastes du club. Remis depuis peu de temps d'une blessure à l'épaule, il n'est pas aligné pour la finale de la coupe d'Angleterre en 1963, Matt Busby lui préférant David Gaskell. De plus, il n'a pas disputé assez de matchs au cours de la saison pour pouvoir prétendre au titre du championnat d'Angleterre en 1965 et 1967. C'est ensuite qu'il décide de partir du club mancunien pour rejoindre Stoke City en décembre 1966. Il joue deux matches avec les Potters et met un terme à sa carrière de joueur à l'issue de la saison.
Après sa carrière de footballeur, il décide d'entamer une carrière d'entraîneur, tout d'abord Shrewsbury Town puis en novembre 1972 le Swansea City et enfin le Crewe Alexandra jusqu'en 1978. Ensuite, il répond à une invitation lancée par Dave Sexton pour devenir l'entraîneur des gardiens de Manchester United jusqu'au départ de Sexton. Matt Busby suggère son nom pour succéder à Sexton mais c'est Alex Ferguson qui est nommé.
Après Manchester, il devient assistant manageur de Lou Macari à Swindon Town, aidant le club à remporter le titre du championnat de quatrième division en 1986 avant de terminer sa carrière à Carlisle United.
Après cela, il s'occupe d'un hôtel dont il était propriétaire à Portstewart en Irlande du Nord.
Il reçoit en 1995 le titre de Membre de l'Ordre de l'Empire britannique (MBE) en raison de son comportement lors du crash aérien de 1958, et participe aux différentes vidéos liées à cet évènement pour relater ce qui s'était passé.

## Palmarès

### En club
- Vainqueur du Charity Shield en 1957 et en 1965 avec Manchester United
- Vice-champion d'Angleterre en 1959 et en 1964 avec Manchester United
- Finaliste de la Coupe d'Angleterre en 1958 avec Manchester United

### Enéquipe d'Irlande du Nord
- 25 sélections entre 1954 et 1964
- Participation à la Coupe du Monde en 1958 (1/4 de finaliste)

## Statistiques

### Statistiques de joueur

#### Statistiques détaillées par saison
| Club                  | Saison                | Championnat           | Championnat | Championnat | FA Cup  | FA Cup | League Cup | League Cup | Europe  | Europe | Total   | Total |
| Club                  | Saison                | Division              | Matches     | Buts        | Matches | Buts   | Matches    | Buts       | Matches | Buts   | Matches | Buts  |
| --------------------- | --------------------- | --------------------- | ----------- | ----------- | ------- | ------ | ---------- | ---------- | ------- | ------ | ------- | ----- |
| Doncaster Rovers      | 1952–53               | Second Division       | 8           | 0           | 0       | 0      | –          | –          | –       | –      | 8       | 0     |
| Doncaster Rovers      | 1953–54               | Second Division       | 2           | 0           | 0       | 0      | –          | –          | –       | –      | 2       | 0     |
| Doncaster Rovers      | 1954–55               | Second Division       | 2           | 0           | 0       | 0      | –          | –          | –       | –      | 2       | 0     |
| Doncaster Rovers      | 1955–56               | Second Division       | 21          | 0           | 3       | 0      | –          | –          | –       | –      | 24      | 0     |
| Doncaster Rovers      | 1956–57               | Second Division       | 40          | 0           | 2       | 0      | –          | –          | –       | –      | 42      | 0     |
| Doncaster Rovers      | 1957–58               | Second Division       | 21          | 0           | 0       | 0      | –          | –          | –       | –      | 21      | 0     |
| Doncaster Rovers      | Total                 | Total                 | 94          | 0           | 5       | 0      | –          | –          | –       | –      | 99      | 0     |
| Manchester United     | 1957–58               | First Division        | 19          | 0           | 8       | 0      | –          | –          | 4       | 0      | 31      | 0     |
| Manchester United     | 1958–59               | First Division        | 41          | 0           | 1       | 0      | –          | –          | 0       | 0      | 42      | 0     |
| Manchester United     | 1959–60               | First Division        | 33          | 0           | 3       | 0      | –          | –          | 0       | 0      | 36      | 0     |
| Manchester United     | 1960–61               | First Division        | 27          | 0           | 1       | 0      | 2          | 0          | 0       | 0      | 30      | 0     |
| Manchester United     | 1961–62               | First Division        | 13          | 0           | 0       | 0      | 0          | 0          | 0       | 0      | 13      | 0     |
| Manchester United     | 1962–63               | First Division        | 24          | 0           | 4       | 0      | 0          | 0          | 0       | 0      | 28      | 0     |
| Manchester United     | 1963–64               | First Division        | 25          | 0           | 0       | 0      | 0          | 0          | 2       | 0      | 27      | 0     |
| Manchester United     | 1964–65               | First Division        | 0           | 0           | 0       | 0      | 0          | 0          | 0       | 0      | 0       | 0     |
| Manchester United     | 1965–66               | First Division        | 26          | 0           | 7       | 0      | 0          | 0          | 5       | 0      | 38      | 0     |
| Manchester United     | 1966–67               | First Division        | 2           | 0           | 0       | 0      | 0          | 0          | 0       | 0      | 2       | 0     |
| Manchester United     | Total                 | Total                 | 210         | 0           | 24      | 0      | 2          | 0          | 13      | 0      | 247     | 0     |
| Stoke City            | 1966–67               | First Division        | 2           | 0           | 0       | 0      | 0          | 0          | 0       | 0      | 2       | 0     |
| Total sur la carrière | Total sur la carrière | Total sur la carrière | 306         | 0           | 29      | 0      | 2          | 0          | 13      | 0      | 348     | 0     |

#### Matches internationaux
| Équipe nationale | Année | Nombre de matches | Buts marqués |
| ---------------- | ----- | ----------------- | ------------ |
| Irlande du Nord  | 1954  | 1                 | 0            |
| Irlande du Nord  | 1956  | 2                 | 0            |
| Irlande du Nord  | 1957  | 6                 | 0            |
| Irlande du Nord  | 1958  | 6                 | 0            |
| Irlande du Nord  | 1959  | 3                 | 0            |
| Irlande du Nord  | 1960  | 3                 | 0            |
| Irlande du Nord  | 1961  | 2                 | 0            |
| Irlande du Nord  | 1963  | 2                 | 0            |
| Total            | Total | 25                | 0            |

### Statistiques d'entraîneur
| Club            | Date d'arrivée    | Date de départ   | Bilan   | Bilan     | Bilan | Bilan    | Bilan                    |
| Club            | Date d'arrivée    | Date de départ   | Matches | Victoires | Nuls  | Défaites | Pourcentage de victoires |
| --------------- | ----------------- | ---------------- | ------- | --------- | ----- | -------- | ------------------------ |
| Shrewsbury Town | 1er juillet 1968  | 1er octobre 1972 | 195     | 66        | 55    | 74       | 33,8%                    |
| Swansea City    | 1er novembre 1972 | 1er janvier 1975 | 101     | 34        | 23    | 44       | 33,7%                    |
| Crewe Alexandra | 1er janvier 1975  | 31 mai 1978      | 163     | 53        | 53    | 57       | 32,5%                    |
| Carlisle United | 20 mai 1986       | 17 novembre 1987 | 73      | 20        | 11    | 42       | 27,4%                    |
| Total           | Total             | Total            | 532     | 173       | 142   | 217      | 32,5%                    |